# Pokuta

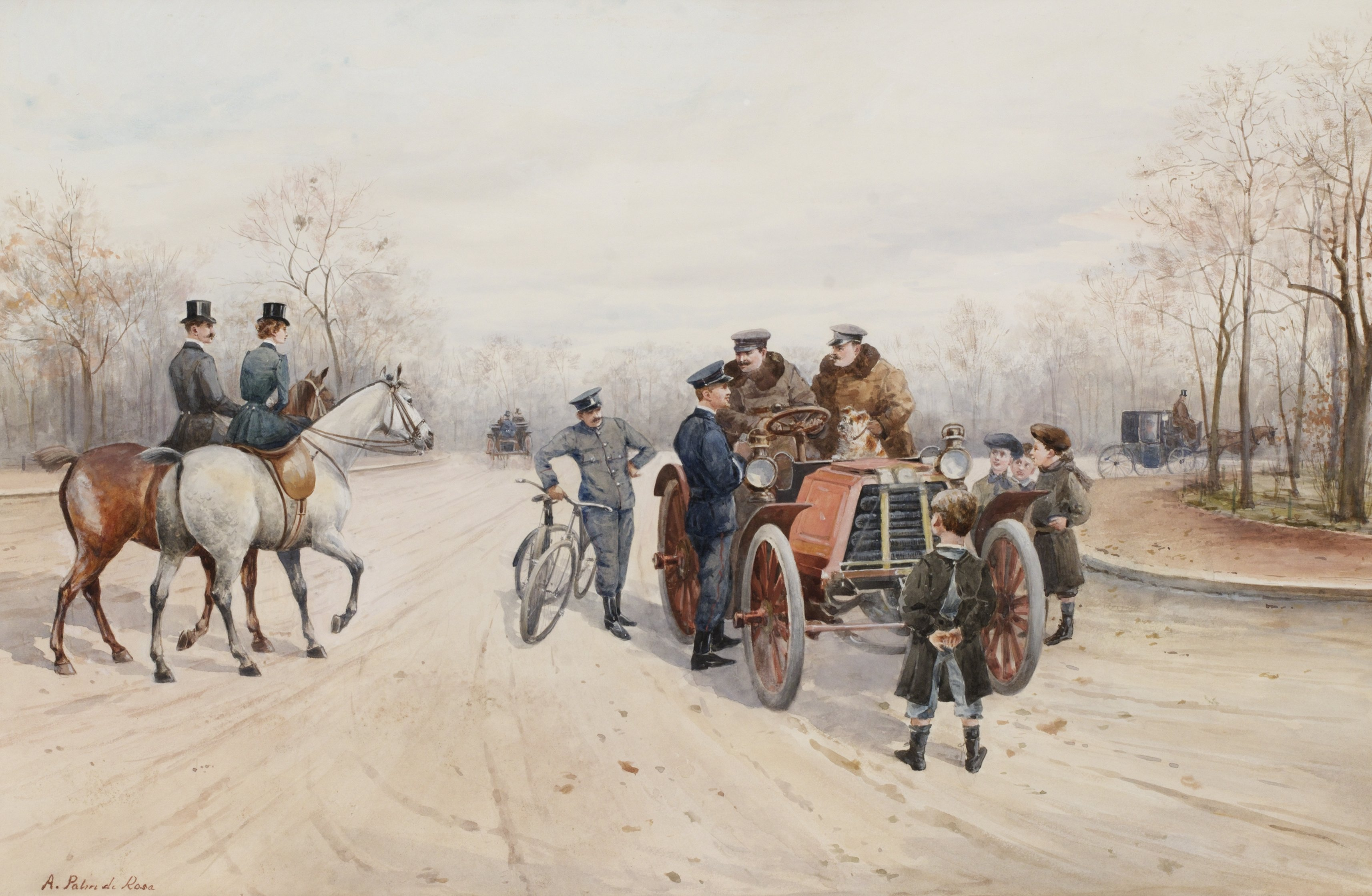

Pokuta je správní trest, forma peněžité sankce v přestupkovém právu.

## Správní trest
V českém přestupkovém právu jde o správní trest v podobně finančního postihu, který může být uložen orgánem veřejné moci pachateli po spáchání přestupku. Obecně je výše pokuty maximálně 1 000 Kč, nestanoví-li ji ale zvláštní zákon vyšší. Příkazem na místě lze nicméně uložit pokutu nejvýše 10 000 Kč. U nepodnikajícího mladistvého se pak výše pokuty vždy snižuje na polovinu a nejvýše může jít o 5 000 Kč, resp. u příkazu na místě 2 500 Kč.
Výši pokuty lze i přes zákonem stanovenou dolní hranici sazby také mimořádně snížit, jestliže jde jen o pokus přestupku, byl-li přestupek spáchán z důvodu odvrácení útoku či jiného nebezpečí a přesto nebyly zcela splněny podmínky nutné obrany nebo krajní nouze, byla-li by vzhledem k poměrům pachatele nepřiměřeně přísná anebo vzhledem k okolnostem dané věci by pro nápravu stačila i snížená sazba.

## Obdobné právní instituty
V trestním právu je podobným institutem peněžitý trest.
Smluvní pokuta není veřejnoprávní sankcí, ale soukromoprávní sankcí pro případ porušení smluvní povinnosti neboli institutem utvrzení dluhu (pokutou pro porušení povinnost stanovené právním předpisem je penále). Pokuty za jízdu bez platné jízdenky nebo jiná porušení přepravního řádu a přepravních podmínek ve veřejné dopravě jsou v české legislativě nazývané přirážka, jejich konkrétní výši stanoví smluvní přepravní podmínky nebo tarif, přičemž horní hranici výše sankční částky omezuje zákon o silniční dopravě i zákon o dráhách.
Veřejnoprávní sankcí je také pořádková pokuta, která je ale spíše procesním opatřením.